# OX4 The Best of Ride
OX4_ The Best of Ride es un álbum recopilatorio de la banda británica Ride lanzado en 2001 por Ignition Records en el Reino Unido. El álbum también fue lanzado como el primero en el Ride Box Set de tres discos, que también incluía Firing Blanks_ Unreleased Ride Recordings 1988-95 y Live Reading Festival 1992.

## Lista de canciones
| Álbum original |                                                  |                            |                                                 |                |          |  |
| N.º            | Título                                           | Letras                     | Música                                          | Vocalista      | Duración |  |
| 1.             | «Chelsea Girl»                                   | Mark Gardener              | Andy Bell, Loz Colbert, Gardener, Steve Queralt | Gardener, Bell | 2:58     |  |
| 2.             | «Drive Blind»                                    | Bell                       | Bell                                            | Gardener       | 4:45     |  |
| 3.             | «Like a Daydream»                                | Bell                       | Bell                                            | Gardener       | 3:06     |  |
| 4.             | «Taste»                                          | Gardener                   | Bell, Colbert, Gardener, Queralt                | Gardener       | 3:17     |  |
| 5.             | «Dreams Burn Down»                               | Bell                       | Bell                                            | Gardener       | 6:04     |  |
| 6.             | «Vapour Trail»                                   | Bell                       | Bell                                            | Bell           | 4:17     |  |
| 7.             | «Unfamiliar»                                     | Gardener                   | Bell, Colbert, Gardener, Queralt                | Gardener, Bell | 5:09     |  |
| 8.             | «Leave Them All Behind»                          | Gardener                   |                                                 | Gardener, Bell | 8:16     |  |
| 9.             | «Twisterella»                                    | Gardener                   |                                                 | Gardener       | 3:42     |  |
| 10.            | «OX4»                                            | Gardener                   |                                                 | Gardener, Bell | 5:05     |  |
| 11.            | «Birdman»                                        | Bell                       | Bell                                            | Bell           | 6:37     |  |
| 12.            | «From Time to Time»                              | Gardener                   | Gardener, Queralt                               | Gardener, Bell | 4:39     |  |
| 13.            | «How Does It Feel to Feel?» (The Creation cover) | Eddie Phillips, Bob Garner | Phillips, Garner                                | Gardener, Bell | 3:39     |  |
| 14.            | «I Don't Know Where It Comes From»               | Bell                       |                                                 | Bell           | 3:25     |  |
| 15.            | «Black Nite Crash»                               | Bell                       | Bell                                            | Bell           | 2:32     |  |

| US Edition Bonus Disc |                                      |          |                                  |                |          |  |
| N.º                   | Título                               | Letras   | Música                           | Vocalista      | Duración |  |
| 1.                    | «Something's Burning»                | Gardener |                                  | Gardener       | 3:13     |  |
| 2.                    | «Tongue Tied»                        |          |                                  | Gardener, Bell | 5:36     |  |
| 3.                    | «She's So Fine»                      | Bell     | Bell, Colbert, Gardener, Queralt | Bell           | 5:00     |  |
| 4.                    | «In a Different Place (Differently)» | Gardener |                                  | Gardener       | 6:49     |  |